# Queyssac
Queyssac är en kommun i departementet Dordogne i regionen Nouvelle-Aquitaine i sydvästra Frankrike. Kommunen ligger i kantonen Bergerac 2e Canton som tillhör arrondissementet Bergerac. År 2022 hade Queyssac 530 invånare.

## Befolkningsutveckling
Antalet invånare i kommunen Queyssac
Referens:INSEE